# アレクサンダー・カース
アレクサンダー・カース (Alexander Carse、1770年(洗礼日) – 1843年2月) は、スコットランドの画家である。風俗画を描いた。

## 略歴
エディンバラに近いイースト・ロージアンのInnerwickに生まれた。帽子職人として訓練を受け、仕事をしていたが風俗画や肖像画を得意とするデヴィッド・アランに学びその影響を受けた。1801年になって、エディンバラの美術学校、トラスティーズ・アカデミー(Trustees Academy)でジョン・グラハム（John Graham: (1754-1817）に学び、アカデミーのオランダ絵画から影響を受けた。
1808年までには、スコットランドの有力な考古学者の第11代バカン伯爵（David Erskine, 11th Earl of Buchan）からスコットランドで最も優れた村の風俗を描く画家であると評されるようになった。
1812年から1820年の間は、ロンドンで働き、ロイヤル・アカデミー・オブ・アーツの展覧会やロンドンの民間展覧会「British Institution」に毎回、出展した。1810年代から、サッカーを楽しむ人々を描いた作品3点を描き 、これはサッカーが描かれた最初期の絵画作品とされている。

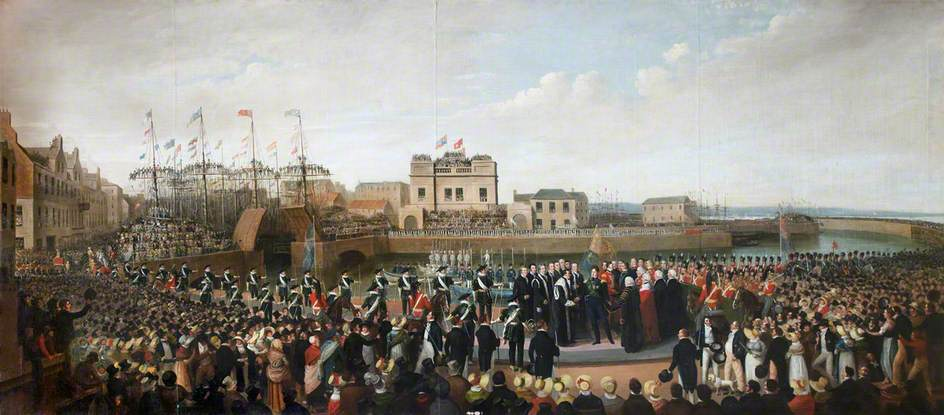
ジョージ4世のレイス港上陸、レイスの旧市庁舎蔵

エディンバラに戻った後は、風景画や風俗画を描き、書籍や雑誌の挿絵も描いた。1822年に国王ジョージ4世がスコットランドを訪れ、エディンバラのレイス港（Leith）に入港した様子を描いた大きさが1.5m×3.4mの大作も描いた。
1843年にエディンバラで没したとされるが正確な日付や場所は不明である。息子のウィリアム・カース（William Carse: 1800-1845）とジェームズ・ハウ・カース（James Howe Carse: 1819-1900）も画家になった。

## 作品

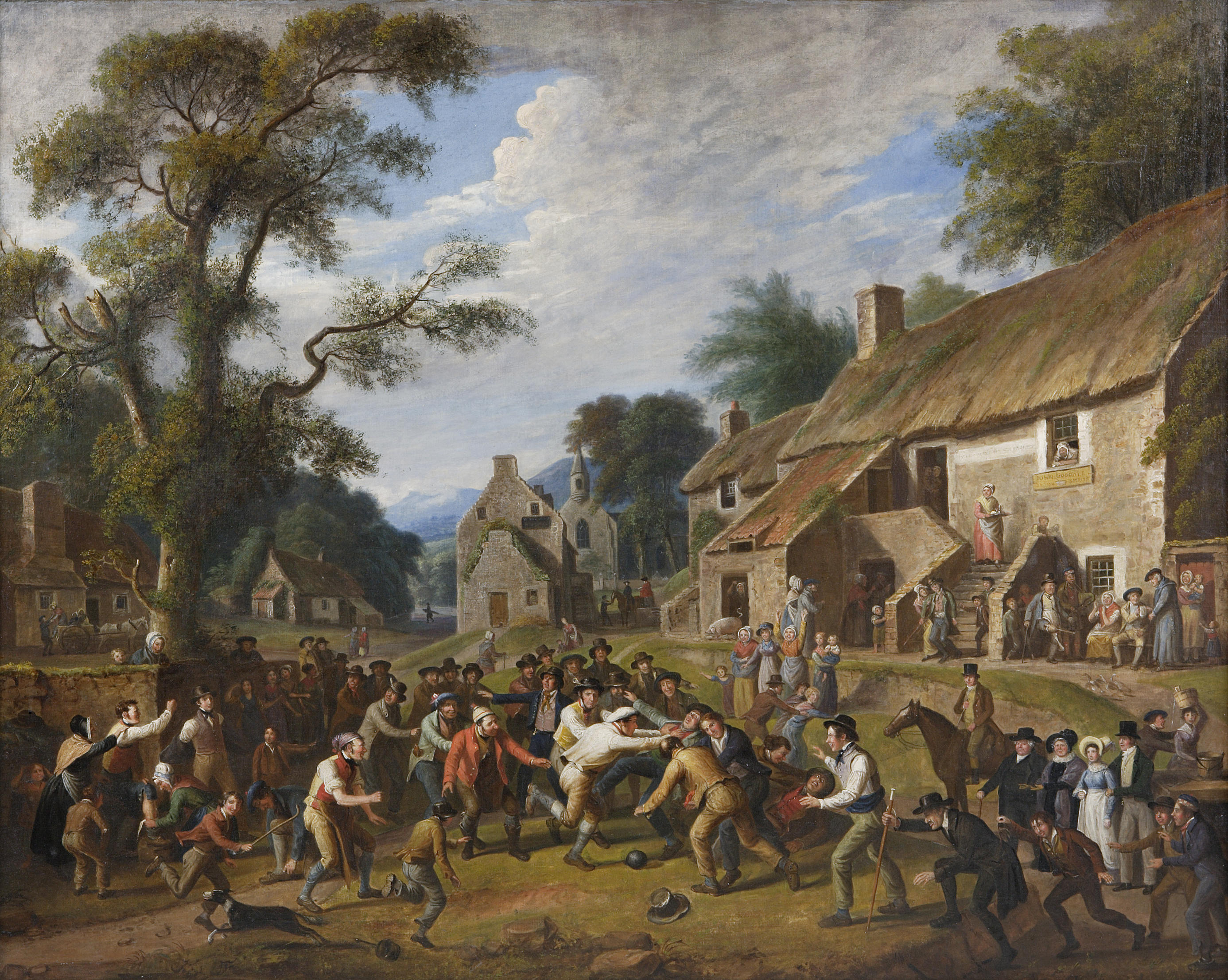
フットボール　(c.1830)
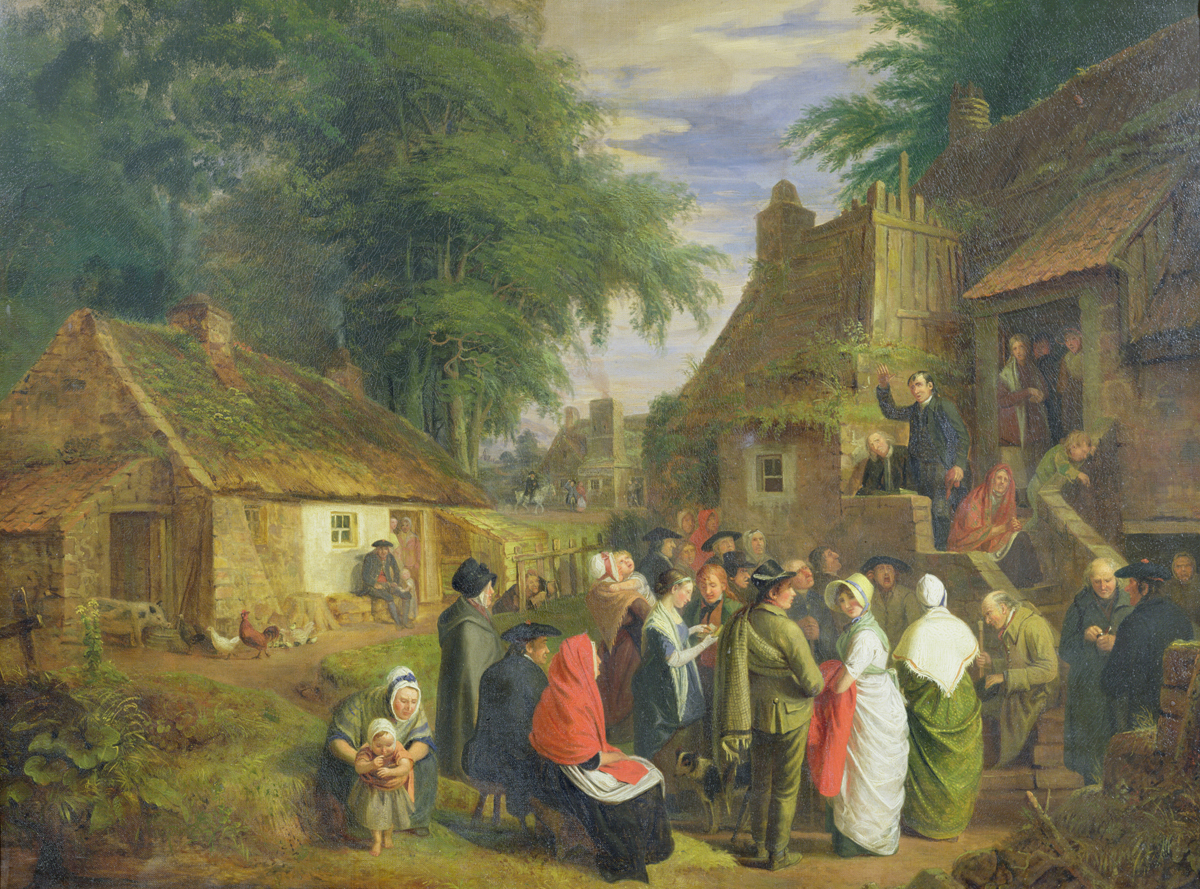
野外の説教
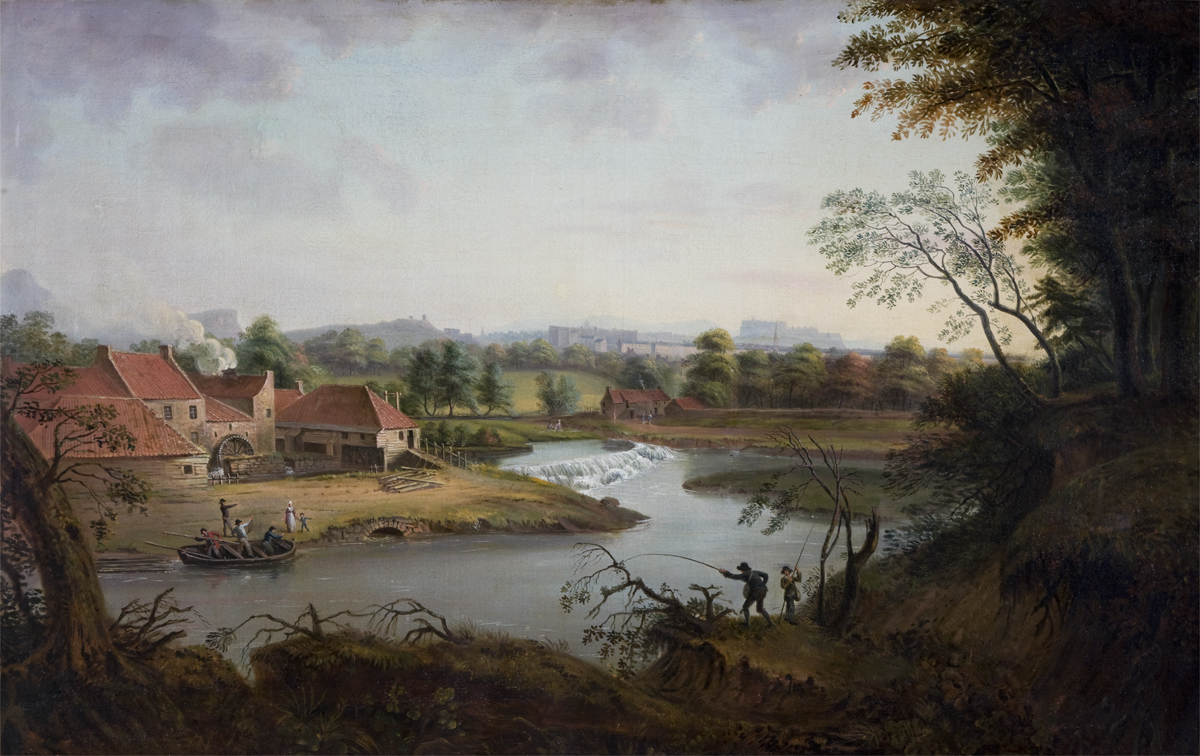
エディンバラの風景
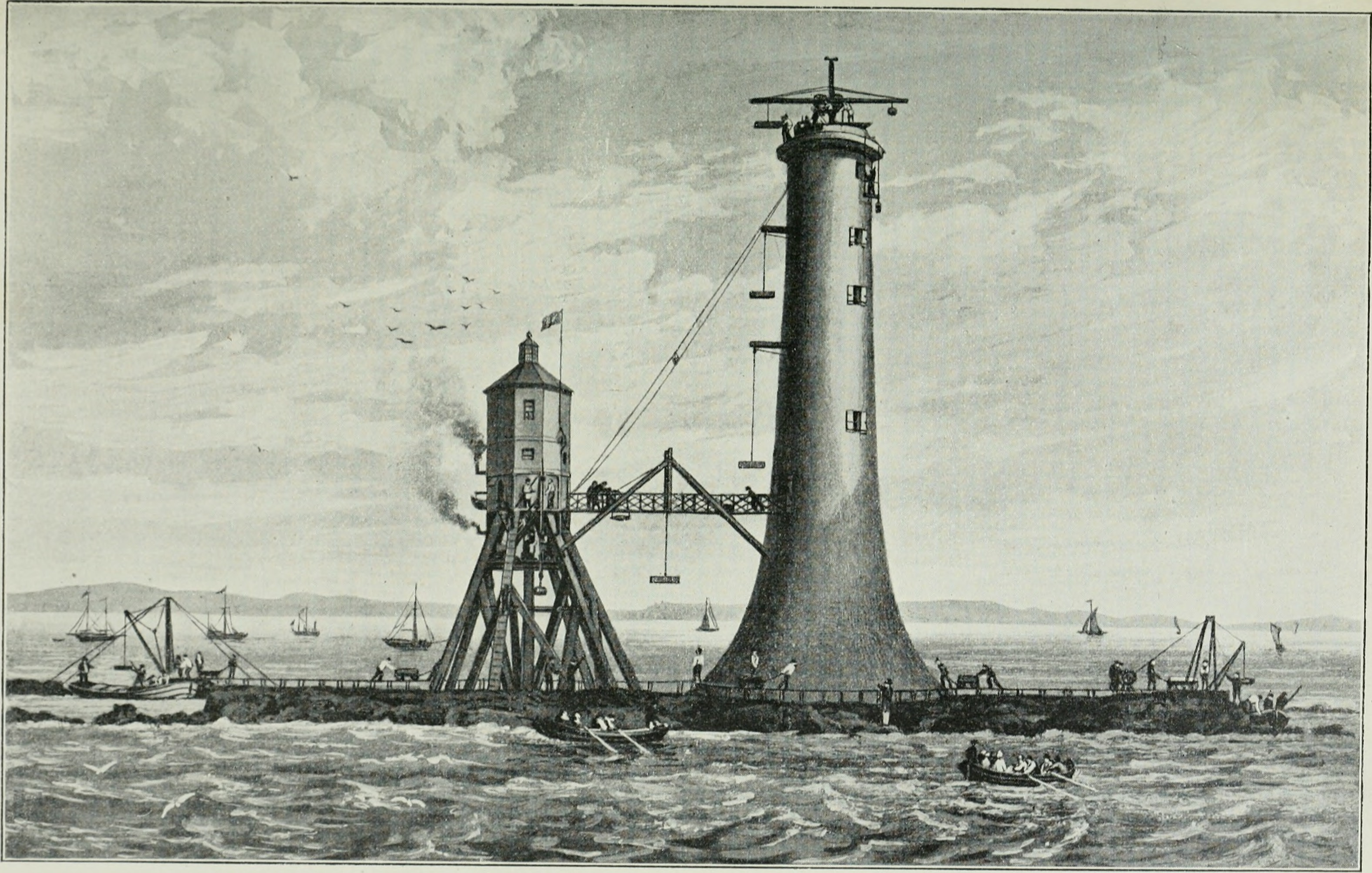
カースの原画による挿絵、灯台の建設